# Aedes continentalis
Aedes continentalis är en tvåvingeart som beskrevs av Nikolas Vladimir Dobrotworsky 1960. Aedes continentalis ingår i släktet Aedes och familjen stickmyggor. Inga underarter finns listade i Catalogue of Life.